# Chetogena filipes
Chetogena filipes är en tvåvingeart som beskrevs av Louis-Paul Mesnil 1939. Chetogena filipes ingår i släktet Chetogena och familjen parasitflugor.
Artens utbredningsområde är Vietnam. Inga underarter finns listade i Catalogue of Life.